# Tri-Cities
Tri-Cities (“tres ciutats” en català) és una aglomeració urbana al sud-est de l'estat de Washington (EUA), formada per les ciutats de Kennewick, Richland i Pasco, i situades en la confluència dels rius Yakima, Snake, i Columbia. Pasco està situada al nord del Columbia, al Comtat de Franklin (Washington), mentre que Kennewick i Richland ho estan al sud, al comtat de Benton. La població combinada ascendeix a unes 160.000 persones, calculada el 2005.
La seva economia es basa en l'agricultura, ramaderia, i en la planta nuclear de Hanford Site, part del Projecte Manhattan, utilitzada per a produir la bomba que va destruir Nagasaki. El blat és el producte agrícola més comú en la zona, però s'obtenen patates, pomes i raïm, de les que es fa vi fi.